# Papani
Papani este un sat din comuna Bar, Muntenegru. Conform datelor de la recensământul din 2003, localitatea are 126 de locuitori (la recensământul din 1991 erau 53 de locuitori).

## Demografie
În satul Papani locuiesc 98 de persoane adulte, iar vârsta medie a populației este de 37,0 de ani (37,5 la bărbați și 36,5 la femei). În localitate sunt 49 de gospodării, iar numărul mediu de membri în gospodărie este de 2,55.
Populația localității este foarte eterogenă.
|  |

| Demografie | Demografie | Demografie |
| An         | Locuitori  | Locuitori  |
| ---------- | ---------- | ---------- |
|            |            |            |
|            |            |            |
|            |            |            |
|            |            |            |
| 1948       | 101        |            |
| 1953       | 82         |            |
| 1961       | 98         |            |
| 1971       | 94         |            |
| 1981       | 91         |            |
| 1991       | 53         | 52         |
| 2003       | 132        | 126        |

| \| Componența etnică conform recensământului din 2003[2] \| Componența etnică conform recensământului din 2003[2] \| Componența etnică conform recensământului din 2003[2] \| Componența etnică conform recensământului din 2003[2] \| Componența etnică conform recensământului din 2003[2] \| \| ----------------------------------------------------- \| ----------------------------------------------------- \| ----------------------------------------------------- \| ----------------------------------------------------- \| ----------------------------------------------------- \| \| \| \| \| \| \| \| Sârbi \| Sârbi \| \| 53 \| 42,06% \| \| Muntenegreni \| Muntenegreni \| \| 47 \| 37,3% \| \| Musulmani \| Musulmani \| \| 11 \| 8,73% \| \| Croați \| Croați \| \| 1 \| 0,79% \| \| Maghiari \| Maghiari \| \| 1 \| 0,79% \| \| necunoscută \| necunoscută \| \| 7 \| 5,55% \| |              |  |    |        |
| Componența etnică conform recensământului din 2003 |              |  |    |        |
| |              |  |    |        |
| Sârbi | Sârbi        |  | 53 | 42,06% |
| Muntenegreni | Muntenegreni |  | 47 | 37,3%  |
| Musulmani | Musulmani    |  | 11 | 8,73%  |
| Croați | Croați       |  | 1  | 0,79%  |
| Maghiari | Maghiari     |  | 1  | 0,79%  |
| necunoscută | necunoscută  |  | 7  | 5,55%  |